# Trabajo con cuerda (entrenamiento)

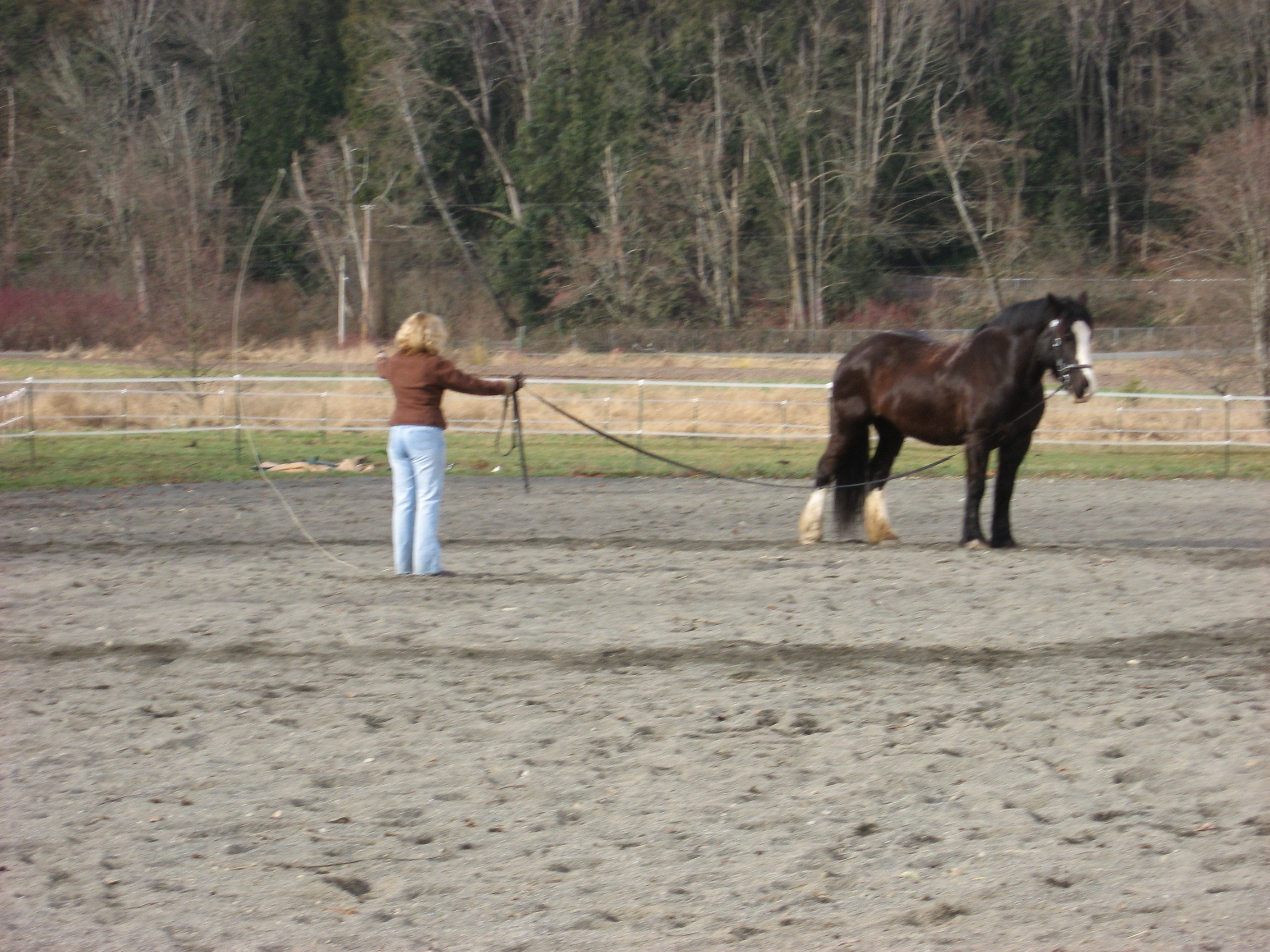
Trabajo en suelo (equitación).

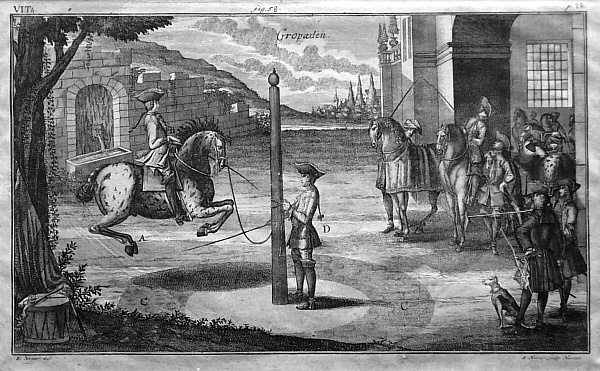
Grabado histórico de un caballo que es trabajado por un entrenador con una línea llamada longe.

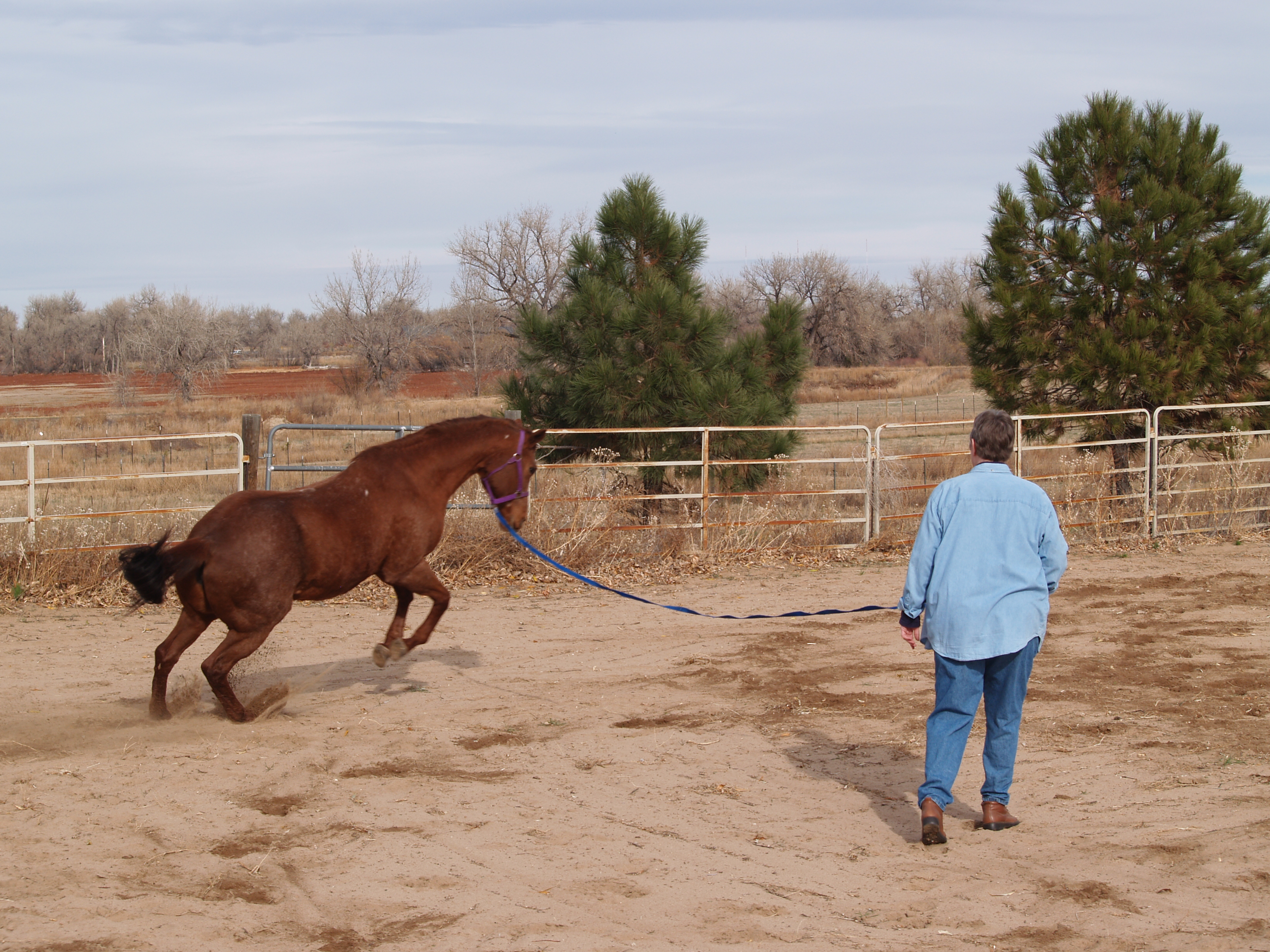
Hacer suelo con un cabestro proporciona poco control, pero es conveniente para el ejercicio básico.

El trabajo con cuerda o trabajo en suelo es una técnica de educación y entrenamiento de un caballo, en la cual el entrenador interactúa con el animal por intermedio de una cuerda; el caballo generalmente trota o galopa en círculos alrededor del entrenador. Este ejercicio también sirve para hacer que el animal se mantenga ágil, sin aumentar de peso.